# Boys-Love-Fandom
Die Boys-Love-Fangemeinde besteht aus den Lesern von Boys Love (abgekürzt BL), einem aus Japan stammenden Genre von Liebesgeschichten zwischen Männern. Zum Fandom gehören gemeinschaftliche Aktivitäten wie die Teilnahme an Kongressen, die Pflege von oder das Posten auf Fansites, die Erstellung von Fan-Fiction oder Fan-Art. Mitte der 1990er Jahre schätzte man die Größe der japanischen Fangemeinde auf 100.000 bis 500.000 Personen.

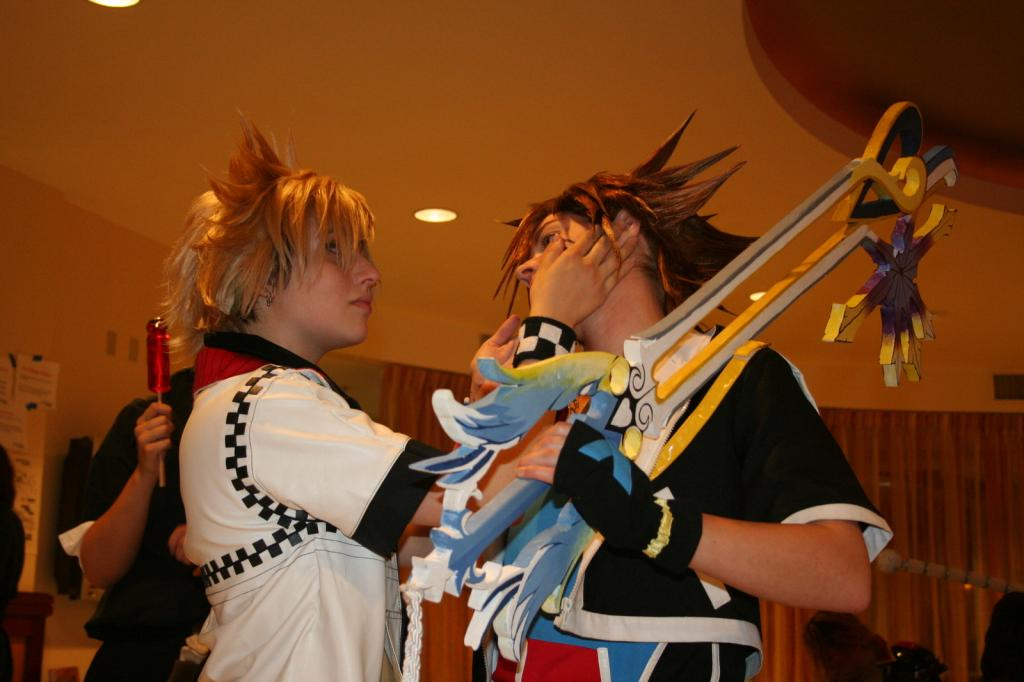
Zwei Cosplayer posieren auf der Yaoi-Con 2008 als die Kingdom-Hearts-Figuren (von links nach rechts) Roxas und Sora. 85 % der Yaoi-Con-Mitglieder sind weiblich.

Die meisten BL-Fans sind Mädchen oder junge Frauen. In Japan werden weibliche Fans fujoshi (腐女子, wörtlich ‚verdorbenes Mädchen‘) genannt, was bedeutet, dass eine Frau, die sich an fiktionalen homosexuellen Inhalten erfreut, und „verdorben“ ist. Ein männlicher Yaoi-Fan wird als fudanshi (腐男子, ‚verdorbener Junge‘) bezeichnet. Der Ursprung des Wortes ist in der Online-Textboard 2channel zu finden.
BL-Fans waren auch Figuren in Serien wie in Neighbour Yaoi-chan. Es wurden eigene Cafés mit Boys-Love-Ästhetik eröffnet. In einer Studie über Visual Kei gaben 37 % der befragten japanischen Fans an, BL- oder andere sexuelle Fantasien über die Visual-Kei-Stars zu haben.

## Demografie
Mitte der 1990er Jahre schätzte man die Größe der japanischen BL-Fangemeinde auf 100.000 bis 500.000 Personen. Zu dieser Zeit hatte das seit langem erscheinende Magazin June eine Auflage von 80.000 bis 100.000 Exemplaren und damit doppelt so hoch wie die Auflage der meistverkauften schwulen Lifestyle-Zeitschrift Badi. Die meisten westlichen Fanseiten erschienen einige Jahre später als Seiten und Listen, die sich mit Mainstream-Anime und -Manga befassten. Ab 1995 drehten sie sich um Serien wie Ai no Kusabi und Zetsuai 1989 und Ende der 1990er Jahre gab es einige hundert englischsprachige Websites, die Yaoi erwähnen. Im Jahr 2003 gab es auf japanischsprachigen Internetseiten ungefähr gleich viele Seiten, die sich mit Yaoi befassten, wie es Seiten von und für schwule Männer gab, die sich mit Homosexualität befassten. Am 16. November 2003 gab es 770.000 Yaoi-Websites. Im April 2005 ergab eine Suche nach nicht-japanischen Websites 785.000 englische, 49.000 spanische, 22.400 koreanische, 11.900 italienische und 6.900 chinesische Websites. Im Januar 2007 gab es etwa fünf Millionen Treffer für „yaoi“.
80 % des BL-Publikums ist weiblich, während die Mitgliederzahl der Yaoi-Con, einer inzwischen aufgelösten amerikanischen Yaoi-Convention, zu 85 % aus Frauen bestand. Normalerweise geht man davon aus, dass der Großteil der weiblichen Fans heterosexuell sind, aber in Japan sind auch lesbische Autorinnen und lesbische, bisexuelle oder transsexuelle Leserinnen bekannt. Eine 2008 und 2019 durchgeführte Umfrage unter englischsprachigen Yaoi-Leserinnen ergab, dass 50 % bis 60 % der Leserinnen sich selbst als heterosexuell bezeichnen. Es wurde vermutet, dass westliche Fans in ihrer sexuellen Orientierung vielfältiger sind als japanische Fans und dass westliche Fans BL eher mit der Unterstützung von Schwulenrechten in Verbindung bringen. Obwohl das Genre an Frauen und Mädchen vermarktet wird, gehören schwule, bisexuelle, und sogar heterosexuelle Männer ebenfalls zur Leserschaft. Lunsing vermutet, dass jüngere japanische Schwule, die sich durch den pornografischen Inhalt von Schwulenmagazinen angegriffen fühlen, stattdessen lieber BL lesen. Gei Comi wird jedoch von manchen als realistischer empfunden. Die BL-Autoren präsentieren sich als Teil der Fan-Gemeinschaft, wenn sie Notizen auf Schutzumschlägen und Randnotizen in den Geschichten nutzen, um mit den Lesern zu plaudern.

## Veranstaltungen
- Aikon[24]
- FujoCon[25]
- Yaoi-Con (bis 2017)[26]
- Yaoi Expo[27]
- BLush (bis 2012, Lights Out)[27]
- Y/Con[28]
- Yaoithon[29]
- Yaoi North[30]
- OOPS-Sommer Fest[27]
- FujoshiCon[27]
- Doki Doki City[27]
- La Mole[27]
- Fufu Fest[27]
- YaYuCo[31]

## Fan-Präferenzen
Thorn stellte fest, dass einige Fans zwar beides gleichermaßen mögen, aber dazu neigen, entweder BL- oder Nicht-BL-Shōjo-Manga zu bevorzugen. Jessica Bauwens-Sugimoto ist der Meinung, dass „Slash- und Yaoi-Fans im Allgemeinen heterosexuelle Mainstream-Romanzen ablehnen“, wie z. B. „die berüchtigten Pulp-Harlequin-Romane“. Deborah Shamoon sagte, dass „die Grenzen zwischen Yaoi, Shōjo-Manga und Frauencomics recht durchlässig sind“, was darauf hindeute, dass BL-Fans wahrscheinlich sowohl homosexuelle als auch heterosexuelle Geschichten genossen. Es besteht der Eindruck, dass die englischsprachige Yaoi-Fangemeinde zunehmend explizite Inhalte fordert, dass dies jedoch Probleme für die Händler mit sich bringt. Im Jahr 2004 stellte ICv2 fest, dass die Fans es anscheinend vorziehen, BL online zu kaufen. Andrea Wood weist darauf hin, dass viele westliche jugendliche Fans aufgrund der Verkaufsbeschränkungen für BL nach expliziteren Titeln über Scanlations suchen. Dru Pagliassotti stellt fest, dass die Mehrheit der Befragten in ihrer Umfrage angibt, zuerst online auf BL gestoßen zu sein, was sie damit in Verbindung bringt, dass die Hälfte der Befragten angibt, den Großteil ihrer BL aus Scanlations zu beziehen. Im Jahr 2003 gab es mindestens fünf BL-Scanlationsgruppen.
Robin Brenner und Snow Wildsmith stellten in ihrer Umfrage unter amerikanischen Fans fest, dass schwule und bisexuelle männliche Fans von BL realistischere Geschichten bevorzugten als weibliche Fans. Shihomi Sakakibara behauptete 1998, dass Yaoi-Fans, darunter auch er selbst, homosexuell orientierte tans Frauen seien. Akiko Mizoguchi glaubt, dass es einen shikō (dt. etwa ‚Geschmack‘ oder ‚Orientierung‘) gibt, sowohl gegenüber BL/Yaoi als Ganzes, als auch gegenüber bestimmten Mustern innerhalb des Genres. Ihre Studie zeigt, dass Fans glauben, dass sie ihre eigenen Vorlieben kennen sollten, um ernstzunehmende Fans zu sein, und dass sie sich selbst als eine Art sexuelle Minderheit betrachten. Sie argumentiert, dass der Austausch sexueller Fantasien innerhalb der überwiegend weiblichen Fangemeinde so interpretiert werden kann, dass die Teilnehmerinnen zwar im wirklichen Leben heterosexuell sein mögen, aber auch als „virtuelle Lesben“ betrachtet werden könnten.

## FujoshiundFudanshi
Fujoshi (腐女子, wörtlich „verkommenes Mädchen“) ist ein japanischer Begriff für weibliche Fans von Manga, Anime und Romanen, die romantische Beziehungen zwischen Männern zeigen. Die Bezeichnung umfasst sowohl Fans des Genres Boys Love selbst als auch der damit verbundenen Medien, die im Zuge der Entwicklung des Marktes für solche Werke entstanden sind. Der Begriff Fujoshi ist ein homophones Wortspiel auf 婦女子, einem Begriff für respektable Frauen, der durch das Ersetzen des Zeichens fu (婦), das verheiratete Frau bedeutet, durch das Zeichen fu (腐), das vergoren oder faul bedeutet, entstanden ist. Der Name wurde von 2channel in den frühen 2000er Jahren als Beleidigung geprägt, wurde aber später als Selbstbezeichnung wieder aufgegriffen. Fujoshi hatte die Konnotation, eine „gefallene Frau“ zu sein. Ältere Fujoshi verwenden verschiedene Begriffe, um sich selbst zu bezeichnen, darunter kifujin (貴腐人, „edle verwöhnte Frau“). Eine Ausgabe von Eureka, die sich 2007 ausführlich mit Fujoshi befasste, trug zur Verbreitung des Begriffs bei.
Männer, die wie Fujoshi Fans des Genres Boys Love sind, können Fudanshi (腐男子, „verdorbener Junge“) oder Fukei (腐兄, „verdorbener älterer Bruder“) genannt werden. Beides sind Wortspiele mit ähnlicher Konstruktion wie Fujoshi. Der Bara-Manga-Autor Gengoroh Tagame hat gesagt, dass Männer die Bezeichnung Fudanshi wählen, weil es gesellschaftlich akzeptabler ist, als sich als schwul zu outen.
Um 2020 begannen die Fans, den Begriff Shipper aus englischsprachigen Fandoms zu übernehmen. Er bezeichnet Fans, die Shipping mit Figuren aus fiktionalen Werken betreiben, und ist vielseitig einsetzbar für Paare unterschiedlichen Geschlechts.

## Wahrnehmung in der Populärkultur
Fujoshi und Fudanshi werden als Charaktere in Animes und Mangas verwendet, die sich hauptsächlich mit Otaku-Themen befassen. Beliebte Titel sind Tonari no 801-chan, Fujoshi Kanojo, Küss ihn, nicht mich! und Fudanshi Kōkō Seikatsu sowie BL Metamorphosen und Kuragehime. Die Fernsehserie Fujoshi Deka erzählt über eine Polizistin, die eine Fujoshi ist.

## Weiterführende Literatur
- Patrick Galbraith: Fujoshi: The "rotten girls" of Ikebukuro take center stage. In: Poplife. Metropolis, abgerufen am 11. Juni 2009 (englisch).
- Aimee Levitt:  Girls Who Love Boys Who Love Boys: Inside the Midwest's first celebration of all things yaoi — where the screaming never stops In: Riverfront Times, 8. Dezember 2009. Abgerufen am 18. Januar 2010 (englisch).
- Matt Treyvaud: Everybody's Fujoshi Girlfriend. Néojaponisme, 4. Juni 2009, abgerufen am 11. Juni 2009 (englisch).
- A. Zanghellini: 'Boys love' in anime and manga: Japanese subcultural production and its end users. In: Continuum. 23. Jahrgang, Nr. 3, 2009, S. 279–294, doi:10.1080/10304310902822886 (englisch).
- Jeffry T. Hester: Boys' Love Manga and Beyond : History, Culture, and Community in Japan. University Press of Mississippi, Jackson 2015, ISBN 978-1-62674-066-2, Fujoshi Emergent: Shifting Popular Representations of Yaoi/BL Fandom in Japan (englisch).